# Kaplica Świętego Całunu
Kaplica Świętego Całunu (wł. Cappella della Sacra Sindone, inne nazwy: Cappella della Sindone, Cappella del Guarini) – rzymskokatolicka kaplica w Turynie, zbudowana w latach 1667–1690 przez teatyńskiego zakonnika Guarino Guariniego dla przechowywania Świętego Całunu. Położona jest pomiędzy katedrą turyńską a Pałacem Królewskim.

## Historia

### Budowa kaplicy w XVII wieku
W 1578 roku książę Sabaudii Emanuel Filibert przeniósł z Chambéry do Turynu Święty Całun dla uczczenia pielgrzymki arcybiskupa Mediolanu Karola Boromeusza, który przybył pieszo, aby złożyć hołd całunowi w podzięce za ustąpienie zarazy w 1576 roku. Książę zlecił architektowi Carlo di Castellamonte zbudowanie kaplicy dla przechowywania całunu. Później projekty te zostały zmodyfikowane przez jego syna, Amedeo di Castellamonte, a następnie przez szwajcarskiego architekta Bernardino Quadri.
W 1666 roku książę Karol Emanuel II zaprosił do Turynu teatyna i architekta  Guarino Guariniego i zlecił mu budowę nowego kościoła pod wezwaniem św. Wawrzyńca. Guarini zrewolucjonizował projekt swych poprzedników opierając go na planie koła. Podwyższył prezbiterium łącząc bezpośrednio budynek kaplicy z niektórymi komnatami Pałacu Królewskiego i apsydą katedry św. Jana Chrzciciela. Guarini na dworze księcia pozostał aż do 1681 pracując jako inżynier i matematyk. W prawie wszystkich dużych projektach architektonicznych zrealizowanych w Piemoncie w tym okresie widoczne są jego wpływy. Zbudował on kościół św. Wawrzyńca, kaplicę Świętego Całunu, Palazzo Carignano i kościół św. Filipa Neri.

### Pożar w 1997 roku
W nocy z 11 na12 kwietnia 1997 roku w Kaplicy Świętego Całunu wybuchł pożar. Płomienie zniszczyły kaplicę, a później przerzuciły się na wieżę północno-zachodniej części Pałacu Królewskiego, niszcząc kilkadziesiąt cennych obrazów. Dopiero nad ranem udało się strażakom ostatecznie ugasić ogień. Sam Całun nie ucierpiał, ponieważ znajdował się w specjalnej, ognioodpornej skrzyni, umieszczonej w prezbiterium katedry.

### Odbudowa kaplicy
Po pożarze dyrektor ds. dóbr kulturowych i krajobrazowych Piemontu (Beni Culturali e Paesaggistici del Piemonte) podjął decyzję o odbudowie kaplicy w ciągu 16 miesięcy. Prace jednak przedłużyły się, ponieważ Guarini nie zostawił po sobie żadnego projektu, który mógłby pomóc w odbudowie kaplicy. Najważniejszym przedsięwzięciem okazała się wymiana 1550 poważnie uszkodzonych marmurowych elementów (z ogólnej liczby 5454). Mario Turetta, dyrektor Beni Culturali e Paesaggistici del Piemonte zapowiedział otwarcie kaplicy na marzec 2014 roku. Termin nie został jednak dotrzymany. Luca Rinaldi, superintendent Genui, odpowiedzialny za kontynuowanie prac restauracyjnych kaplicy zapowiedział w kwietniu 2015 roku ich zakończenie na koniec 2016 roku. Wydatki na ten cel pochłonęły do tego momentu 26 milionów euro, wydatkowanych przez Ministero dei beni culturali (włoskie Ministerstwo Kultury).

## Architektura

### Wygląd zewnętrzny
Z zewnątrz kaplica, posadowiona na planie kwadratu, jest wciśnięta pomiędzy katedrę a Pałac Królewski. Powyżej jej korpusu wznosi murowany, wielokątny bęben przepruty sześcioma dużymi, łukowymi oknami, obramowanymi pilastrami i osłoniętymi z góry przez daszki, delikatnie wsparte na łukach. Ponad bębnem znajduje się zewnętrzna kopuła kaplicy, przypominająca kształtem ananas, podzielona żebrami, na których zamontowano liczne kamienne urny. Pomiędzy żebrami przebiegają poziome, elementy konstrukcyjne w formie łagodnych łuków, pomiędzy którymi znajdują się liczne, stylizowane otwory okienne. Kopułę wieńczy niewielki okrągły bęben z oknami, pełniący funkcję latarni, zamknięty od góry wydłużoną, cylindryczną konstrukcją.

### Wnętrze
Po obu stronach ołtarza głównego katedry znajdują się dwa portale z czarnego marmuru, z których wychodzą dwa mroczne schody o niskich, półkolistych stopniach. Na końcu schodów znajdują się dwa równolegle przedsionki, obramione czarnymi, marmurowymi kolumnami, prowadzące do wnętrza kaplicy, w centrum której stoi barokowy ołtarz dłuta Antonio Bertoli. W ołtarzu znajduje się wykonany ze srebra i szkła sarkofag ze  Świętym Całunem. Posadzka kaplicy została wykonana z czarnego i białego marmuru, podkreślającego rangę ołtarza. Duże gwiazdy z brązu, osadzone w białym marmurze, odbijają światło padające z góry. Wyłożone czarnym marmurem wnętrze oraz symbole Męki Pańskiej umieszczone w ścianach odnoszą się do relikwii przechowywanych w kaplicy, która była pierwotnie zaplanowana jako kaplica pogrzebowa z trzech wejściami, obramowanymi trzema wielkimi łukami.

#### Kopuła

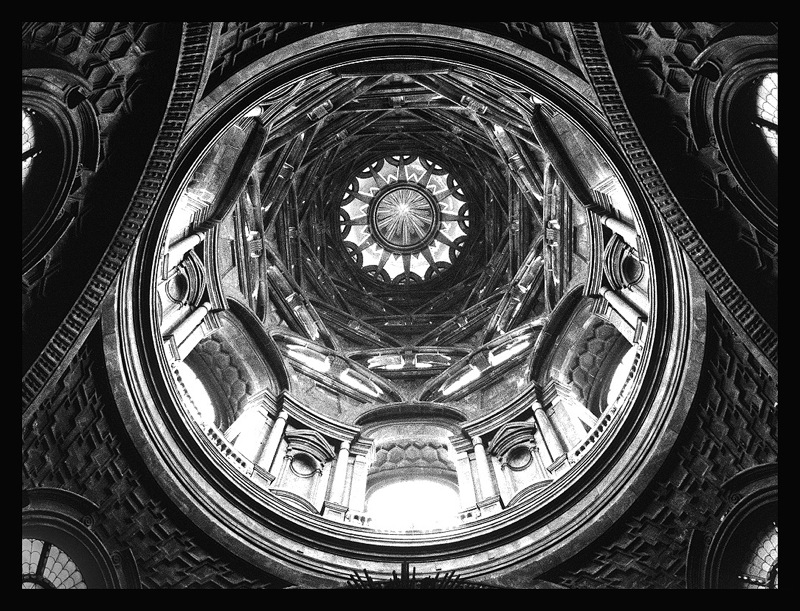
Kopuła widziana od wewnątrz

Kaplica została zwieńczona stożkową kopułą, która należy do najwybitniejszych osiągnięć baroku. Zbudowana jest ona z sześciu rzędów nakładających się łuków, tworzących tunel zakończony gwiazdą. Warstwy tworzące centralny stożek kopuły są ułożone od największej do najmniejszej, aby uzyskać optyczny efekt wznoszenia się, a zarazem iluzję kopuły, która się oddala; zmniejszając wysokość kolejnych warstw Guarini stworzył ponadto złudzenie, że kopuła jest większa, niż w rzeczywistości. Poprzez narastające struktury zmniejszających się ku górze łuków konstrukcyjnych uzyskał on efekt tajemniczej, nieskończonej głębi, podkreślony łagodnym, mieniącym się światłem. Guarini posiadał doskonałą znajomość mechaniki i geometrii, był zafascynowany architekturą gotycką oraz twórczością Francesca Borrominiego. Czynniki te sprawiły, że jego budowle, a zwłaszcza śmiałe konstrukcje sklepień i kopuł, stały się doskonałym połączeniem finezji z matematyczną precyzją, jak w przypadku kopuły kaplicy Świętego Całunu. Efekt głębi podkreśla również kolorystyka marmuru – od czarnej, użytej głównie w dolnej części kaplicy, do szarej w części górnej.

### Symbolika
W konstrukcji kaplicy architekt zastosował symbolikę liczby 3 i jej wielokrotności. Trzy jest symbolem Trójcy Świętej i boskości, nawiązuje do również Triduum Męki Pańskiej: piątku, soboty i niedzieli – dni śmierci, pobytu w grobie i zmartwychwstania Chrystusa.
Na zewnątrz kopuły są to: sześć okien w bębnie, dwanaście łuków dzielących kopułę, trzy stopnie podtrzymujące latarnię, która jest z kolei podzielona na trzy małe, nakładające się na siebie cylindry.
Wewnątrz liczba trzy jest widoczna w przekroju pionowym kaplicy (trójkąt równoboczny), w planie przyziemia kaplicy (dwa przedsionki i kaplica), iteracji kolumn (zgrupowanych po trzy), potrójnych schodach, trzech niszach w części ścian, w trzech dużych łukach, wspierających bęben kopuły i w sześciokątach, zdobiących wnętrza łuków.